# Katastrofa lotu American Eagle 5342
Katastrofa lotu American Eagle 5342 – katastrofa lotnicza, która wydarzyła się 29 stycznia 2025 roku w Dystrykcie Kolumbii, w Stanach Zjednoczonych. Podczas lotu nad rzeką Potomak śmigłowiec wojskowy Sikorsky UH-60L Black Hawk, należący do Armii Stanów Zjednoczonych, zderzył się w powietrzu z podchodzącym do lądowania na lotnisku Ronalda Reagana samolotem pasażerskim Bombardier CRJ-701ER. Zginęli wszyscy ludzie znajdujący się na pokładach obu maszyn, łącznie 67 osób.

## Statki powietrzne

### Samolot
Lot American Eagle 5342 obsługiwał samolot Bombardier CRJ-701ER, powszechnie wykorzystywany na trasach krótkiego i średniego zasięgu. Samolot wyprodukowano we wrześniu 2004 roku i posiadał oznaczenie N709PS. W grudniu 2013 roku, po fuzji US Airways i American Airlines, został przekazany do linii PSA Airlines, gdzie operował pod marką American Eagle.
Lot rozpoczął się w Wichicie, w stanie Kansas, a jego celem było międzynarodowe lotnisko im. Ronalda Reagana w Waszyngtonie. Samolot wystartował z lotniska Wichita Mid-Continent. Po starcie i w trakcie lotu załoga nie zgłaszała nieprawidłowości. Kapitanem samolotu był Jonathan Campos, a drugim pilotem był Samuel Lilley.

### Śmigłowiec

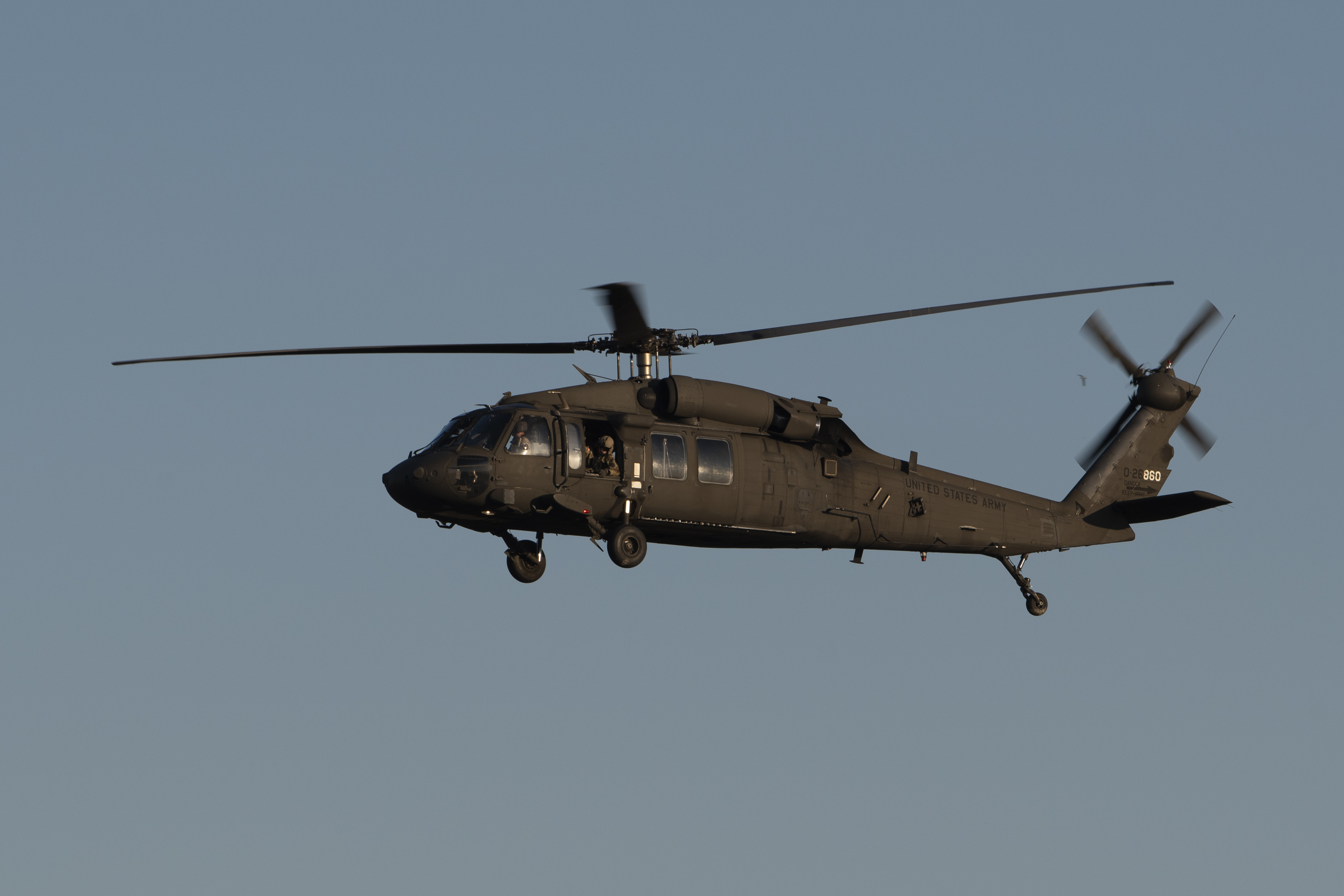
Śmigłowiec UH-60L, który brał udział w katastrofie (fotografia z 2018 roku)

Drugim statkiem powietrznym biorącym udział w zdarzeniu był wojskowy śmigłowiec Sikorsky UH-60 Black Hawk należący do Armii Stanów Zjednoczonych, o numerze rejestracyjnym 00-26860, który przeprowadzał lot ćwiczebny. Była to komfortowa wersja Gold Top, przeznaczoną do transportu wysokich rangą urzędników Departamentu Obrony USA oraz wysokich stopniem żołnierzy tego departamentu. Lot był oznaczony PAT25, czyli priorytetowy transport lotniczy. W tym locie na pokładzie śmigłowca nie było pasażerów.
Maszyna należała do 12 Batalionu Lotniczego stacjonującego w Fort Belvoir i wykonywała lot szkoleniowy z bazy Davison Army Airfield.
Załogę śmigłowca stanowili: pilot dowódca – kapitan Rebecca Lobach (lat 28), drugi pilot – starszy chorąży Andrew Eaves (lat 39) oraz szef załogi – sierżant Ryan O’Hara (lat 28).

## Przebieg zdarzenia i ofiary

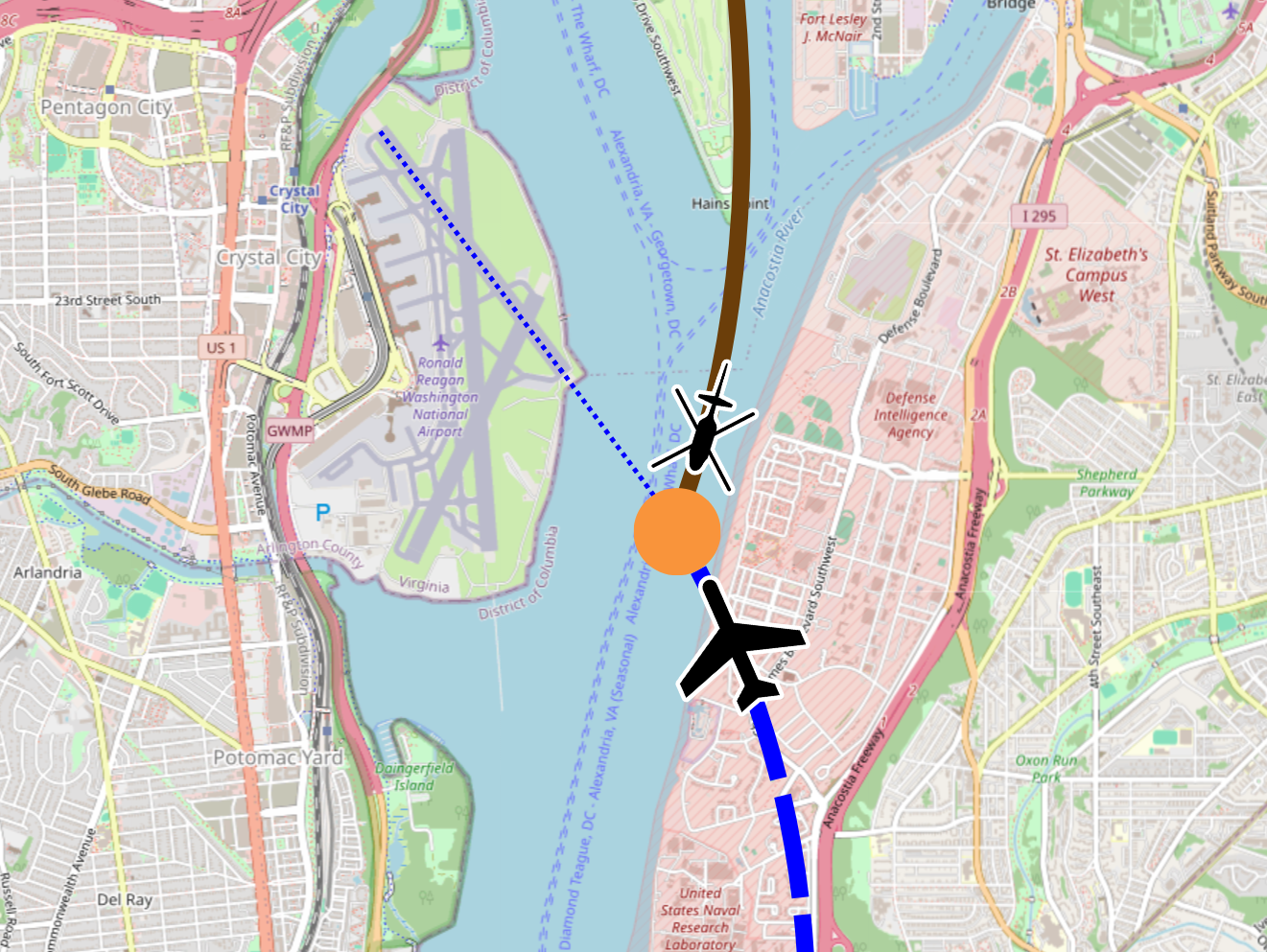
Trajektoria lotu statków powietrznych wraz z zaznaczonym miejscem zderzenia

29 stycznia 2025 roku około 21:00 czasu miejscowego samolot zderzył się ze śmigłowcem podczas końcowego etapu podejścia do lądowania na waszyngtońskim lotnisku. W następstwie zderzenia oba statki powietrzne wpadły do rzeki Potomak. Na pokładzie samolotu znajdowały się 64 osoby (60 pasażerów i 4 załogantów), a na pokładzie śmigłowca znajdowało się 3 lub 4 członków załogi. Niedługo po zdarzeniu wszystkie osoby zostały uznane za zmarłe.
W locie cywilnym śmierć poniosło 28 osób związanych z łyżwiarstwem figurowym – zawodników-juniorów, trenerów oraz członków ich rodzin – wracających z krajowego obozu rozwojowego zorganizowanych w ramach Mistrzostw Stanów Zjednoczonych w Łyżwiarstwie Figurowym 2025. Wśród zawodników była 12-letnia Brielle, córka mieszanego małżeństwa Amerykanina i Polki Justyny Beyer (była wraz z córką na pokładzie samolotu). W grupie łyżwiarskiej znajdowali się również trenerzy, dawni rosyjscy łyżwiarze figurowi, małżeństwo Jewgienija Szyszkowa i Wadim Naumow, mistrzowie świata z 1994 roku w konkurencji par sportowych.
W katastrofie zginęli również ludzie innych zawodów i różnych narodowości, w tym m.in. dwóch obywateli Chin i po jednym z Filipin, Pakistanu oraz Danii.

## Śledztwo
Śledztwo w sprawie katastrofy prowadzą wspólnie specjalna komisja śledcza z Departamentu Obrony Stanów Zjednoczonych (prowadząca śledztwo o charakterze wojskowym) i Narodowa Rada Bezpieczeństwa Transportu (prowadząca cywilne śledztwo). Dodatkowo w śledztwie pomagają Marynarka Wojenna Stanów Zjednoczonych, Federalna Administracja Lotnictwa i producenci rozbitych statków powietrznych. Wstępny raport powinien pojawić się w ciągu 30 dni od katastrofy.
Odnaleziono trzy tzw. czarne skrzynki dwóch statków powietrznych. Z rzeki wydobywano szczątki maszyn. 